# (18664) Rafaelta
(18664) Rafaelta (1998 FA43) – planetoida z pasa głównego asteroid okrążająca Słońce w ciągu 5,14 lat w średniej odległości 2,98 j.a. Odkryta 20 marca 1998 roku.